# Contopus latirostris
El pibí puertorriqueño (Contopus latirostris), también denominado pibí antillano o bobito, es una especie de ave paseriforme de la familia Tyrannidae perteneciente al numeroso género Contopus. Es nativo de las Antillas.

## Distribución yhábitat
Está presente en Antigua y Barbuda; Barbados; Dominica; Guadalupe; Martinica; Montserrat; Puerto Rico; San Cristóbal y Nieves; Santa Lucía y San Vicente y las Granadinas.
Habita principalmente en bosques montanos húmedos, de tierras altas y colinas boscosas, comúnmente en plantaciones de café; sin embargo puede ser encontrado localmente en áreas más secas, semiáridas, manglares costeros y matorrales.

## Sistemática

### Descripción original
La especie C. latirostris fue descrita por primera vez por el ornitólogo francés Jules Verreaux en 1866 bajo nombre científico Myiobius latirostris. La Localidad tipo es: «Santa Lucía, Antillas Menores».
El nombre genérico masculino «Contopus» se compone de las palabras del griego «kontos» que significa ‘percha’, y «podos» que significa ‘pies’; y el nombre de la especie «latirostris», se compone de las palabras del latín «latus» que significa ‘ancho’, y «rostris» que significa ‘pico’.

### Taxonomía
Las subespecies han sido tratadas algunas veces como tres especies separadas; la nominal, blancoi y brunneicapillus han sido ocasionalmente denominadas respectivamente como oberi, portoricensis y latirostris, se presume que equivocadamente. La subespecie C. latirostris oberi Lawrence, 1877 se considera un sinónimo de la nominal.

### Subespecies
Según las clasificaciones del Congreso Ornitológico Internacional (IOC) y Clements Checklist/eBird se reconocen tres subespecies, con su correspondiente distribución geográfica:
- Contopus latirostris blancoi (Cabanis, 1875) – Puerto Rico.
- Contopus latirostris  brunneicapillus (Lawrence, 1878) – Guadalupe, Dominica y Martinica.
- Contopus latirostris  latirostris (Verreaux, 1866) – Santa Lucía.